# Moskovsko-Petrogradskaja
Moskovsko-Petrogradskaja linka (rusky Московско-Петроградская линия) je linka petrohradského metra.

## Popis linky
Linka vede severojižním směrem, je značená modrou barvou a alternativně číslem dvě. Je druhá nejstarší, její první část byla zprovozněna roku 1961. Většina stanic, které se na lince nacházejí, jsou trojlodní ražené a hluboko pod povrchem založené, některé s nepřístupnými bočními loděmi (část nástupiště je uzavřena dveřmi, které se otevírají po příjezdu vlaku). Tři z celkem sedmnácti stanic jsou přestupní; přestup s Kirovsko-Vyborskou linkou je řešen pomocí dvou vzájemně kolejemi propojených nástupišť; jedna kolej tak slouží Moskovsko-Petrogradské lince a druhá Kirovsko-Vyborské (vlaky dvou linek se setkávají v jednom nástupišti v jednom směru). Provozované soupravy jsou deponovány v depu nedaleko stanice Moskovskaja.

### Chronologie otevírání jednotlivých úseků trasy
| Úsek                                       | Datum otevření    | Délka   |
| ------------------------------------------ | ----------------- | ------- |
| Technologičeskij institut – Park Pobědy    | 29. duben 1961    | 5,4 km  |
| Technologičeskij institut – Petrogradskaja | 1. červenec 1963  | 5,9 km  |
| Park Pobědy – Moskovskaja                  | 25. prosinec 1969 | 1,8 km  |
| Moskovskaja – Kupčino                      | 25. prosinec 1972 | 4,3 km  |
| Petrogradskaja – Udělnaja                  | 6. listopad 1982  | 6,6 km  |
| Udělnaja – Prospekt Prosvěščenija          | 19. srpen 1988    | 3,8 km  |
| Prospekt Prosvěščenija – Parnas            | 22. prosinec 2006 | 2,3 km  |
| Celkem:                                    | 18 stanic         | 30,1 km |

## Stanice
- Parnas
- Prospekt Prosvěščenija
- Ozerki
- Udělnaja
- Pioněrskaja
- Černaja rečka
- Petrogradskaja
- Gorkovskaja
- Něvskij prospekt (přestupní stanice)
- Sennaja ploščaď (přestupní stanice)
- Technologičeskij institut (přestupní stanice)

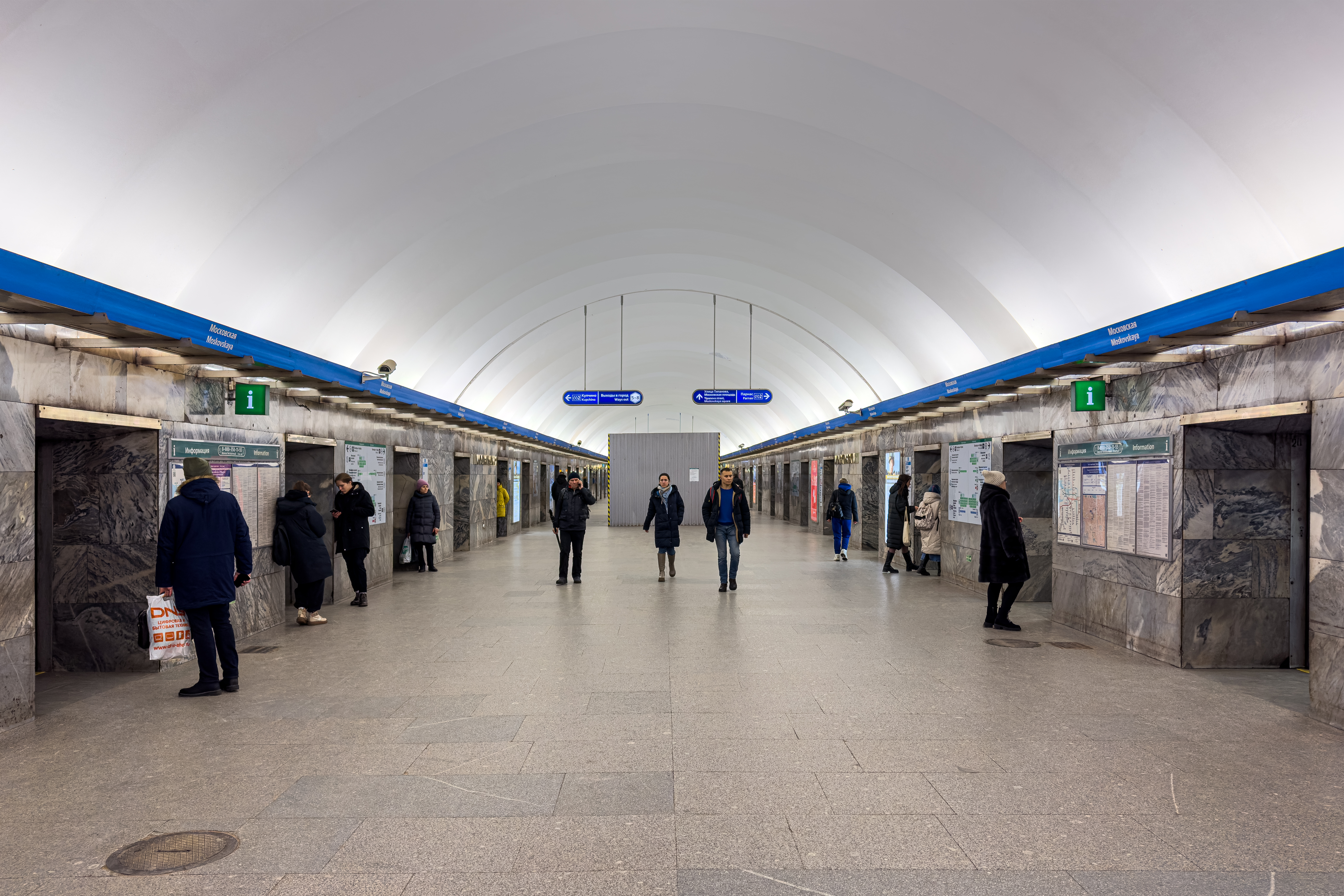
Stanice Moskevská.

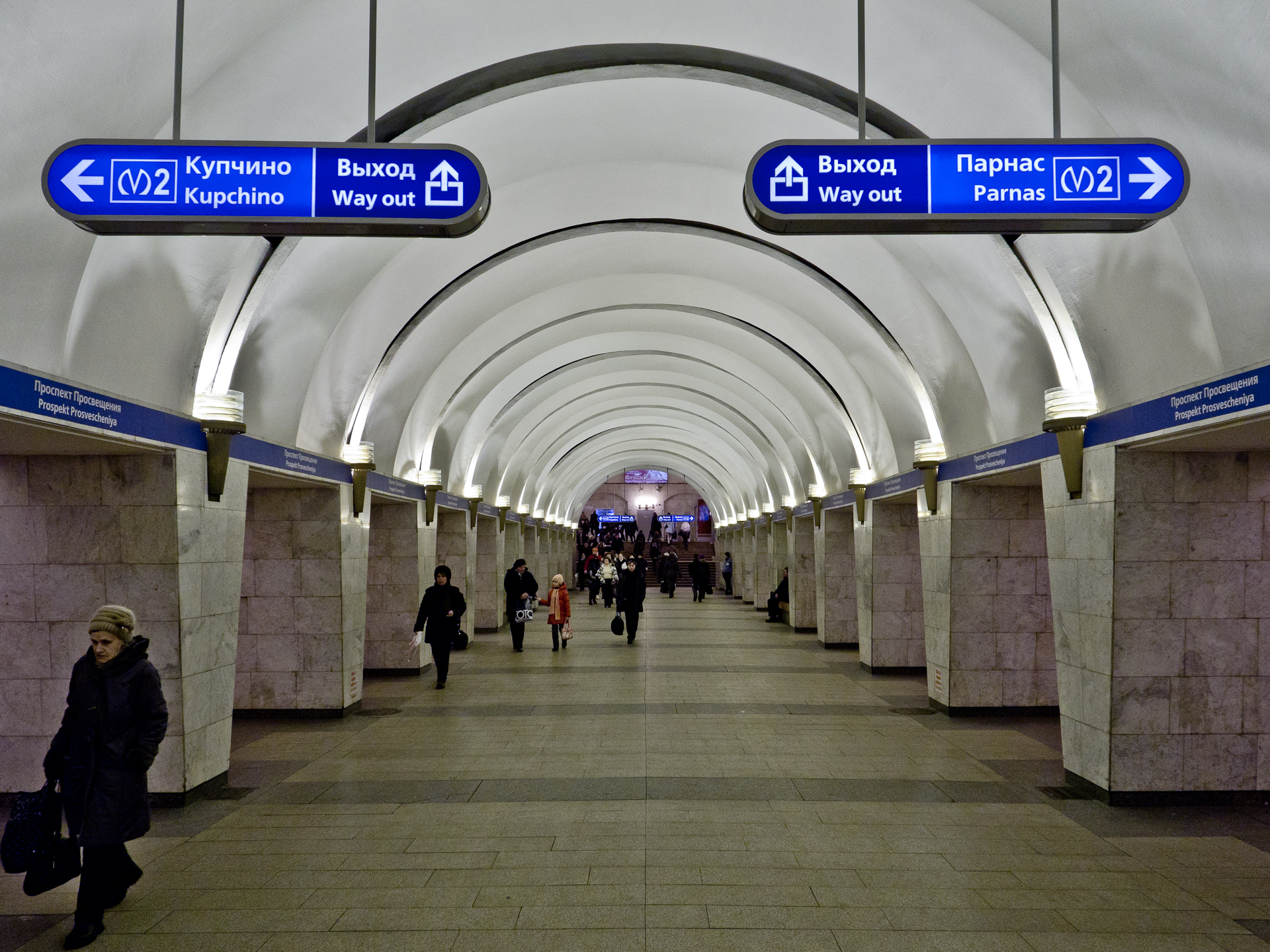
Stanice Prospekt Prosvěščenija.

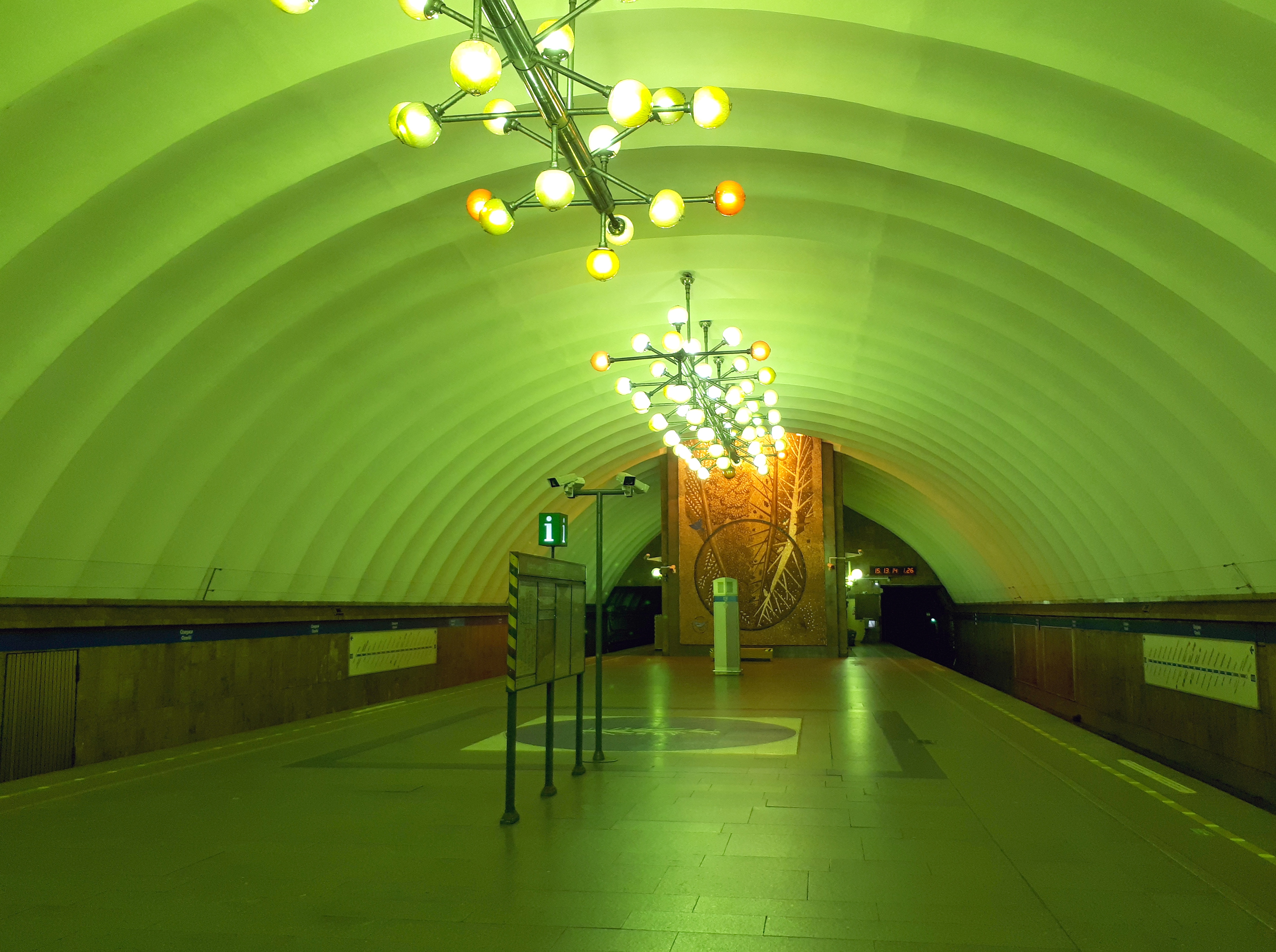
Stanice Ozerki.

- Frunzenskaja
- Moskovskije vorota
- Elektrosila
- Park Pobědy
- Moskovskaja
- Zvjozdnaja
- Kupčino